# Szilveszter Hangya
Szilveszter Hangya (Baja, 2 de enero de 1994) es un futbolista húngaro que juega de defensa en el Budapest Honvéd F. C. de la Nemzeti Bajnokság II. Es internacional con la selección de fútbol de Hungría.

## Selección nacional
Hangya fue internacional sub-18, sub-20 y sub-21 con la selección de fútbol de Hungría, antes de convertirse en internacional absoluto el 15 de noviembre de 2016 en un partido amistoso frente a la selección de fútbol de Suecia.

## Clubes
| Club                      | País    | Año       |
| ------------------------- | ------- | --------- |
| MTK Budapest              | Hungría | 2011-2014 |
| Dunaújváros PASE (cedido) | Hungría | 2014      |
| Vasas SC                  | Hungría | 2015-2018 |
| MOL Fehérvár              | Hungría | 2018-2024 |
| Budapest Honvéd F. C.     | Hungría | 2024-     |

## Palmarés

### Títulos nacionales
| Título          | Club           | País    | Año  |
| --------------- | -------------- | ------- | ---- |
| Copa de Hungría | MOL Vidi F. C. | Hungría | 2019 |